# 悪魔の惑星
悪魔の惑星（あくまのわくせい、原題: Planet of Evil）は、イギリスのSFテレビドラマシリーズ『ドクター・フー』のシーズン13の2番目のストーリー。イギリスでは1975年9月27日から10月18日にかけてBBC Oneで放送され、日本では1989年11月8日から11月29日にかけてNHK BS2の衛星こども劇場枠で放送された。
本作の舞台は3万年以上未来の宇宙の端に位置する惑星ゼータ・マイナーである。惑星モレストラの地質学者ソレンソンが母星のエネルギー源として反物質を回収に来たところ、彼は捜索する軍ともども反物質世界の生物に襲撃を受ける。

## 制作
本作は映画『禁断の惑星』と小説『ジキル博士とハイド氏』からインスパイアを受け、フィリップ・ヒンチクリフ、ロバート・ホームズ、ルイ・マークスが考案した。さらに、マークスは反物質に関する科学雑誌の記事を読んでおり、その主題を取り入れた物語の執筆を決めた。 新しい素材を注文できる最初のシーズンに「ゴムに適したエイリアン」のテーマから離れることをヒンチクリフは計画していた。本作はソレンソンの変貌、反物質の怪物、惑星自体という3つの別々の怪物の要素を持つ。ヒンチクリフは、エピソード1で彼のグループの動機を意識したと主張した。